# 닻무늬길앞잡이
닻무늬길앞잡이는 길앞잡이아과의 곤충으로  멸종위기 야생생물 1급으로 지정되어 법적 보호를 받고 있는 곤충이다. 서식지에서는 적지 않은 개체수가 발견되었으나 관광객의 급증과 삼륜오토바이가 모래사장위를 쉴새없이 주행하는 등의 서식지 파괴로 인해 2003년에는 한 마리를 관찰하기도 쉽지 않을 정도로 개체수가 줄었다. 특별한 서식지 보호 대책이 없는 한 큰무늬길앞잡이와 함께 용유도에서는 곧 자취를 감추게 될것으로 보였다.
결국 2003년에 용유도에서 자취를 감추었지만 2009년에 태안 해안사구에서 서식지가 재 확인되었다.